# Rousínov (Kozmice)
Rousínov je malá vesnice, část obce Kozmice v okrese Benešov. Nachází se 1 km na východ od Kozmic a 10 km severovýchodně od Benešova. V roce 2009 zde bylo evidováno 20 adres.
Rousínov leží v katastrálním území Kozmice u Benešova o výměře 7,96 km².

## Historie
První písemná zmínka o vesnici pochází z roku 1554.

## Další fotografie

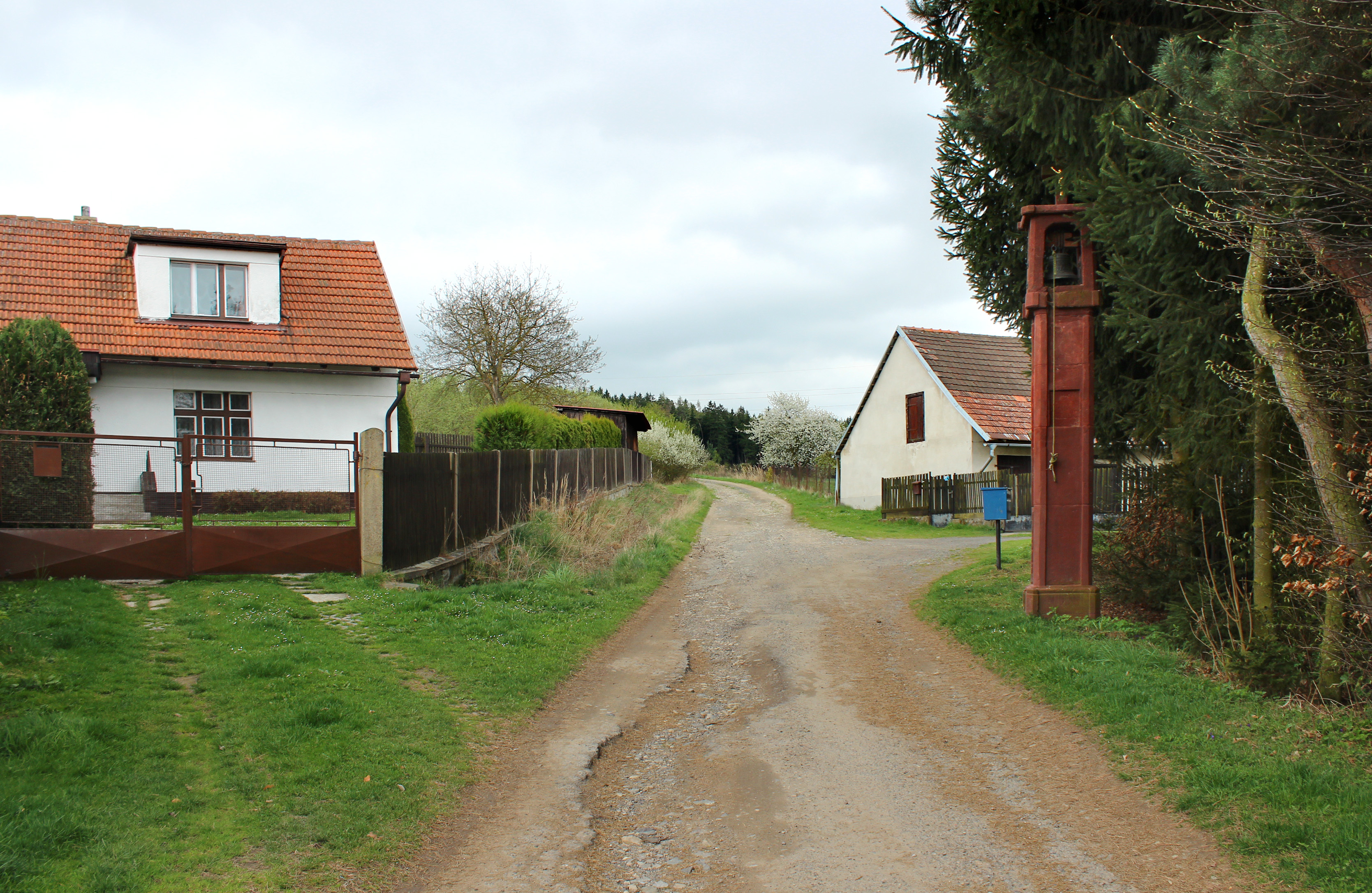
Jižní část vsi se zvoničkou
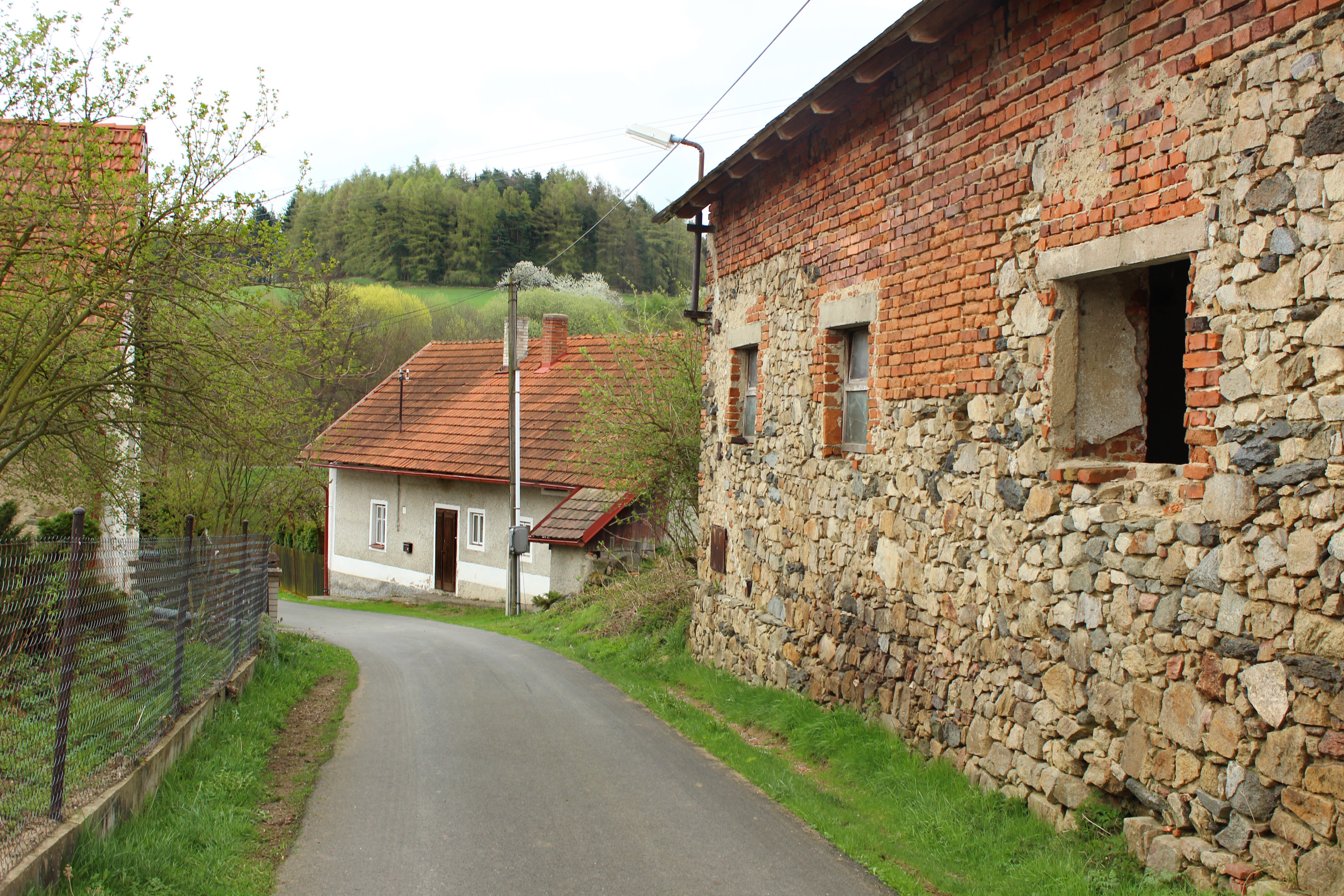
Postranní ulice
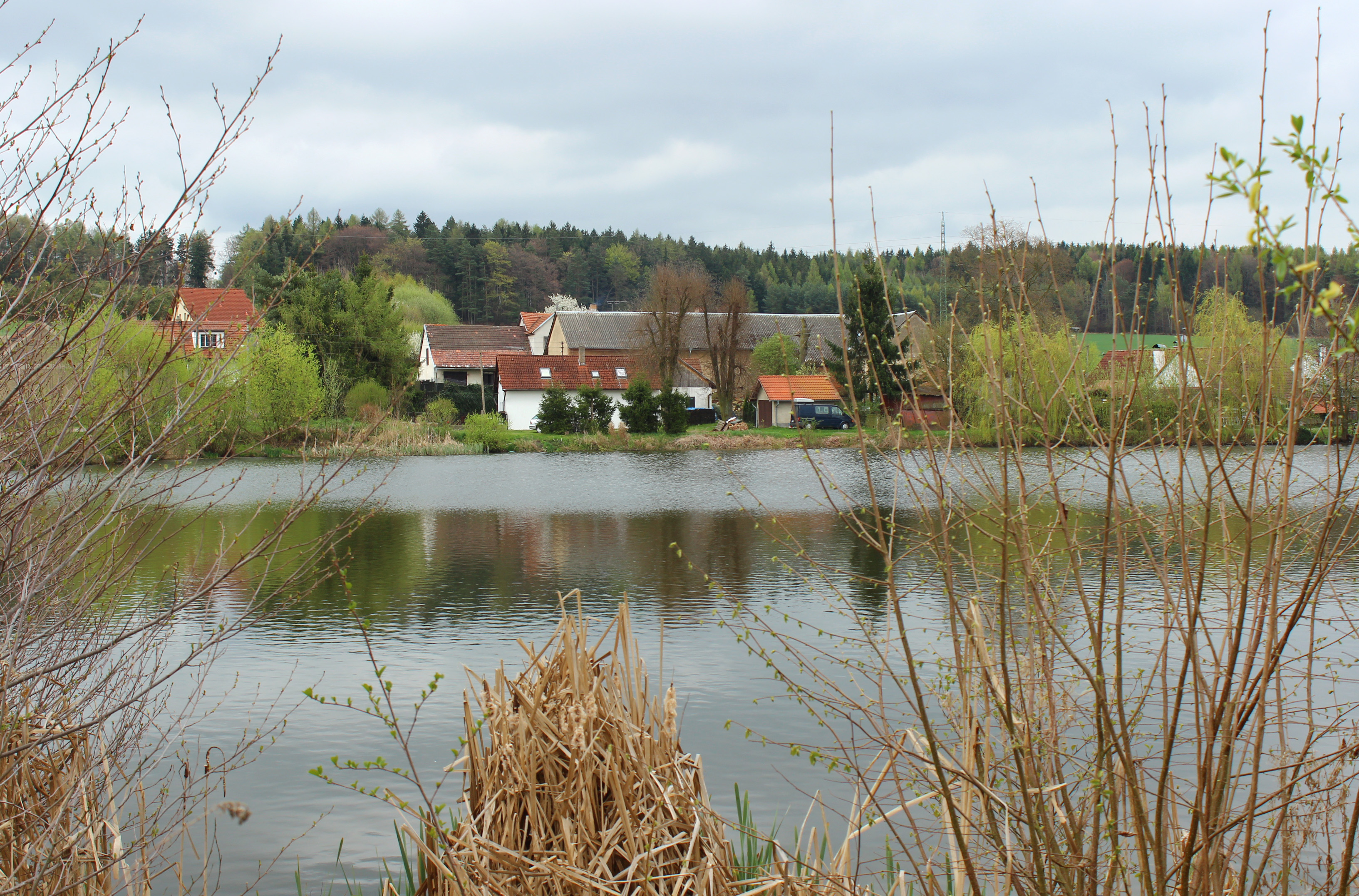
Větší rybník